# NGC 3221
NGC 3221 (другие обозначения — UGC 5601, MCG 4-25-13, ZWG 124.17, IRAS10195+2149, PGC 30358) — спиральная галактика с перемычкой (SBc) в созвездии Лев.
Этот объект входит в число перечисленных в оригинальной редакции «Нового общего каталога».
В галактике вспыхнула сверхновая SN 1961L. Её пиковая видимая звёздная величина составила 17,5